# ام‌المره
ام‌المره (به عربی: أم المرة) یک محوطه باستانی و روستا در سوریه است که در استان حلب واقع شده‌است.